# Ligne H du BHNS de Strasbourg
Pour un article plus général, voir Bus à haut niveau de service de Strasbourg.
La ligne H du réseau de transports en commun de l'Eurométropole de Strasbourg est une ligne de bus à haut niveau de service. Exploitée par la Compagnie des transports strasbourgeois (CTS), il s'agit de la seconde ligne de BHNS de l'agglomération, complémentaire des six lignes du tramway de Strasbourg.
Elle relie la gare centrale de Strasbourg au Parlement européen situé dans le quartier du Wacken.  La ligne est mise en service le 24 février 2020.

## Historique

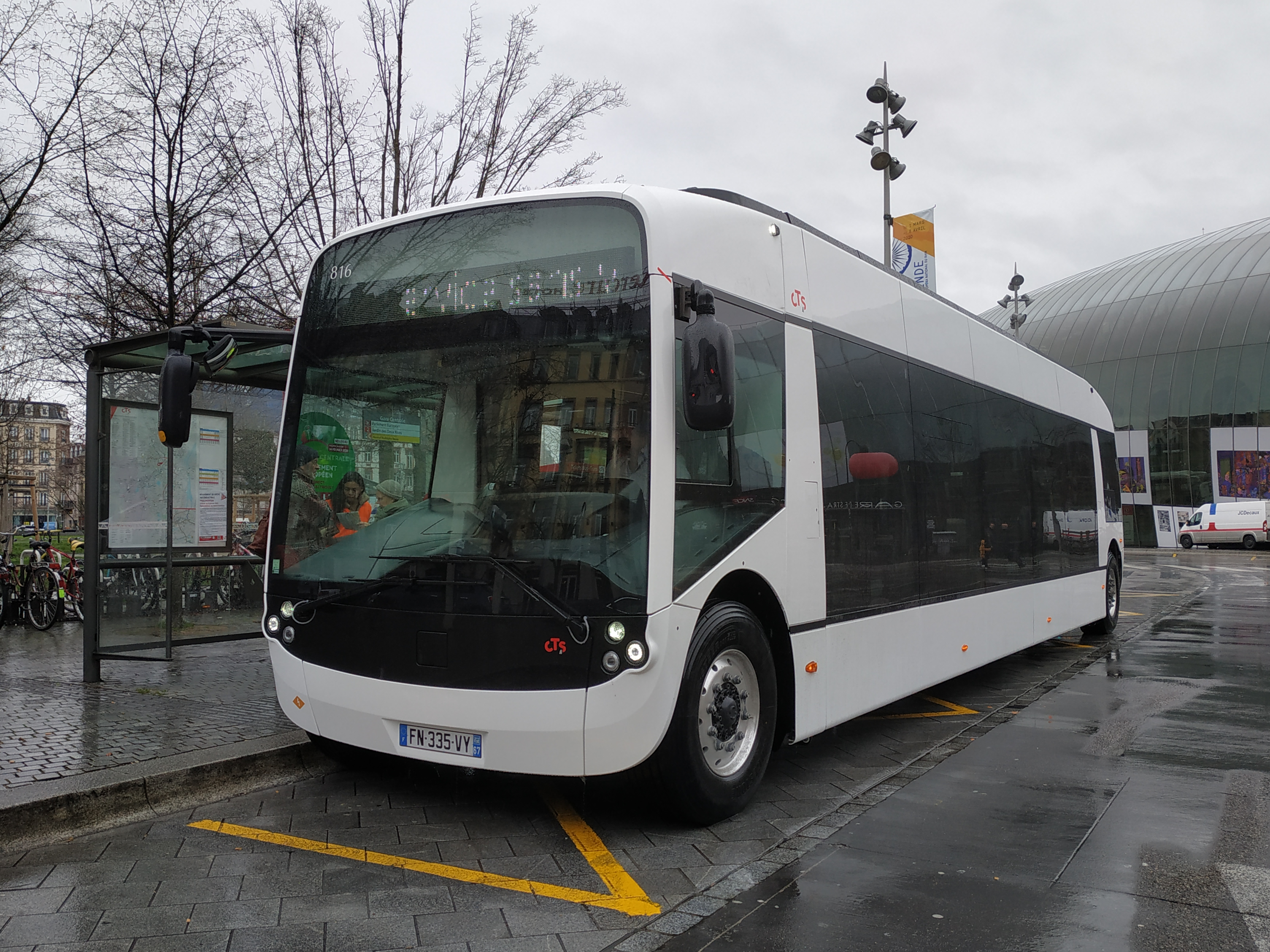
Alstom Aptis n'ayant pas encore reçu sa livrée définitive.

En septembre 2018, la municipalité strasbourgeoise déclare qu'elle souhaite mettre en place une ligne de BHNS utilisant du matériel électrique pour desservir le futur quartier d'affaires Archipel depuis la gare centrale. Deux tracés sont envisagés : par le boulevard Clemenceau et la rue Fritz Kieffer ou par l'allée de la Robertsau. Le 1er juillet 2019, lors d'une réunion publique de présentation du projet, le tracé par le boulevard Clemenceau et la place de Bordeaux est présenté.
La ville de Strasbourg, l'Eurométropole, la Compagnie des transports strasbourgeois et Alstom ont annoncé la commande de douze bus électriques Aptis le 8 mars 2019 pour circuler sur cette ligne.
L'investissement représente 11,4 millions d'euros dont 7,2 millions pour l'achat du matériel, 2,7 millions pour la voirie et 1,5 million pour l'équipement du dépôt.
Au printemps 2021, les douze Alstom Aptis affectés à la ligne sont retirés de la circulation en raison de défauts à caractère sécuritaire. Les véhicules ont été rappelés par le constructeur et devront être ré-homologués afin de reprendre le service. Ils sont remplacés provisoirement par des autobus classiques de la CTS. Des Iveco Bus Urbanway 12 GNV et des Irizar ie bus 12, puis uniquement ces derniers — série 490 à 496 — depuis 2022 sont utilisés à la place.

### Calendrier
Les travaux d'aménagement démarrent mi-juillet 2019. L'ouverture de la ligne — initialement annoncée pour décembre 2019 — est effective le 24 février 2020.

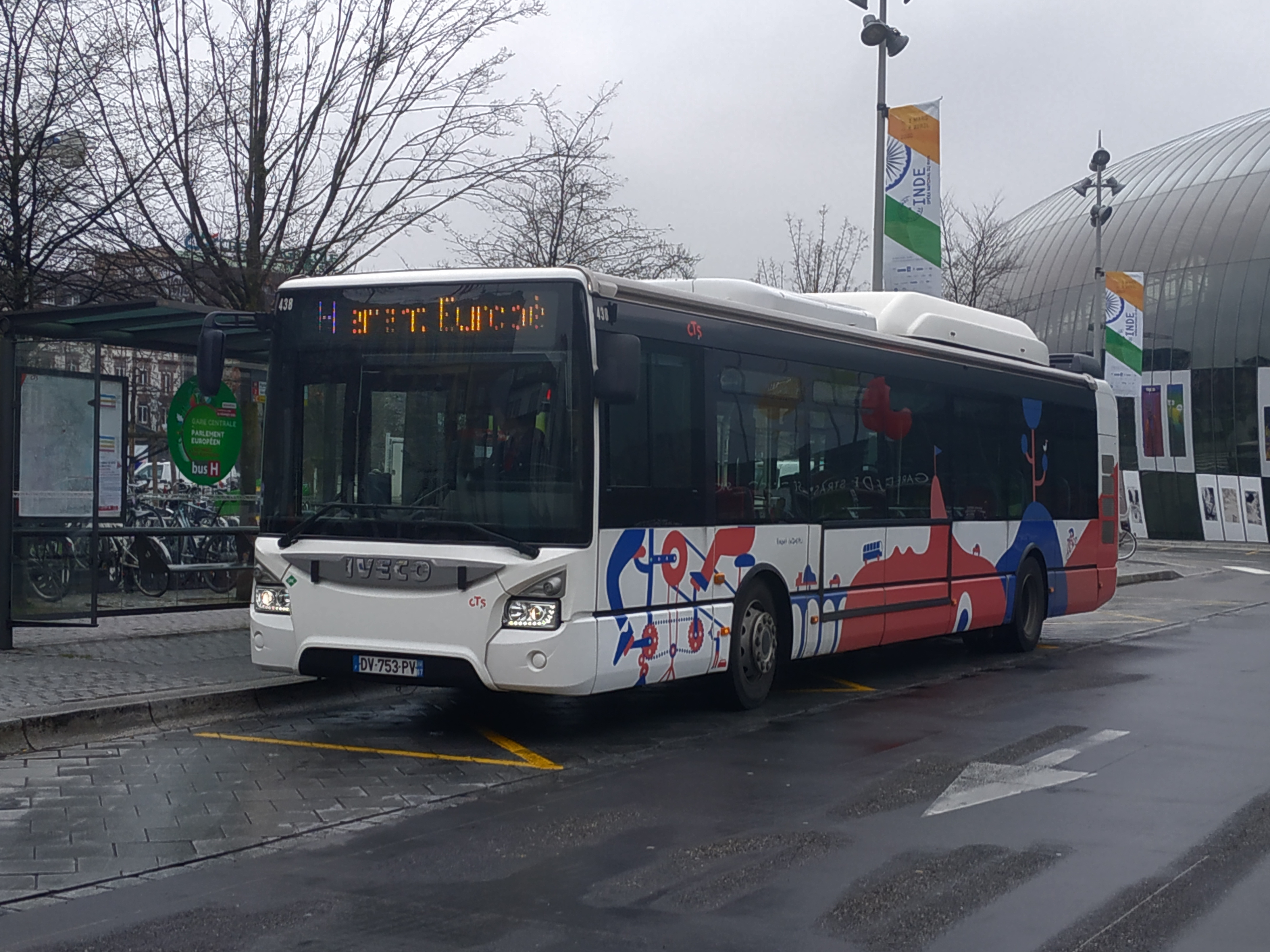
Autobus gaz du réseau « classique » circulant sur la ligne H en attendant la livraison des derniers Aptis.

Lors de la mise en service de la ligne, seuls dix bus Aptis sur les douze commandés ont été livrés. Des autobus "classiques" circulent également sur la ligne en attendant la livraison des derniers Aptis.

## Infrastructure
Lors d'une réunion publique de présentation du projet le 1er juillet 2019, il annoncé que la ligne utilisera les couloirs de bus déjà aménagés sur les boulevards Wilson et Poincaré. De nouveaux couloirs seront créés uniquement aux endroits nécessaires : boulevard Poincaré (direction parlement) ; boulevard Clemenceau (au niveau de l'intersection avec l'avenue des Vosges) ; boulevard de Dresde, uniquement à hauteur de la station de tram. Seul un quart du tracé disposera de couloirs dédiés. En juillet 2020, des couloirs sont aménagés sur l'intégralité du boulevard Clemenceau. 

### Les terminus réguliers
La ligne H du BHNS de Strasbourg compte deux terminus principaux :
La station Gare Centrale, qui constitue le terminus Sud de la ligne, et est aussi le terminus de la ligne C du tramway et de la ligne G du BHNS.
La station Parlement européen, également desservie par la ligne E du tramway, qui constitue le terminus Nord de la ligne.

## Tracé et stations
Le tracé fait 3,2 kilomètres et compte dix stations. En raison de son parcours complémentaire avec la ligne 2 sur deux tiers de son tracé, les stations sont longues de 26 mètres afin de garantir une desserte simultanée de deux bus.
La ligne part de la gare centrale et emprunte le boulevard du Président-Wilson sur un couloir qui lui est réservé, puis elle tourne à droite au carrefour avec le boulevard du Président Poincaré. Elle continue boulevard Clemenceau. Après l'intersection avec l'avenue des Vosges, la ligne n'a plus d'infrastructure dédiée. Dans le sens opposé, elle dispose à partir du numéro 17 d'un couloir pour ne pas perdre de temps au feu tricolore. Ensuite elle tourne à gauche avenue de la Paix pour rejoindre la place de Bordeaux. Un couloir de bus est aménagé dans le sens opposé, sur la section Est de la place, pour remonter en contre-sens du flux de véhicules sur la même section. La ligne H poursuit vers l'avenue Schützenberger. Arrivée place Adrien Zeller, elle tourne à droite boulevard de Dresde. Enfin elle arrive devant le parlement européen. Un couloir de bus est aménagé à hauteur de la station de tramway du même nom pour marquer l'arrêt et permettre le retournement des véhicules.

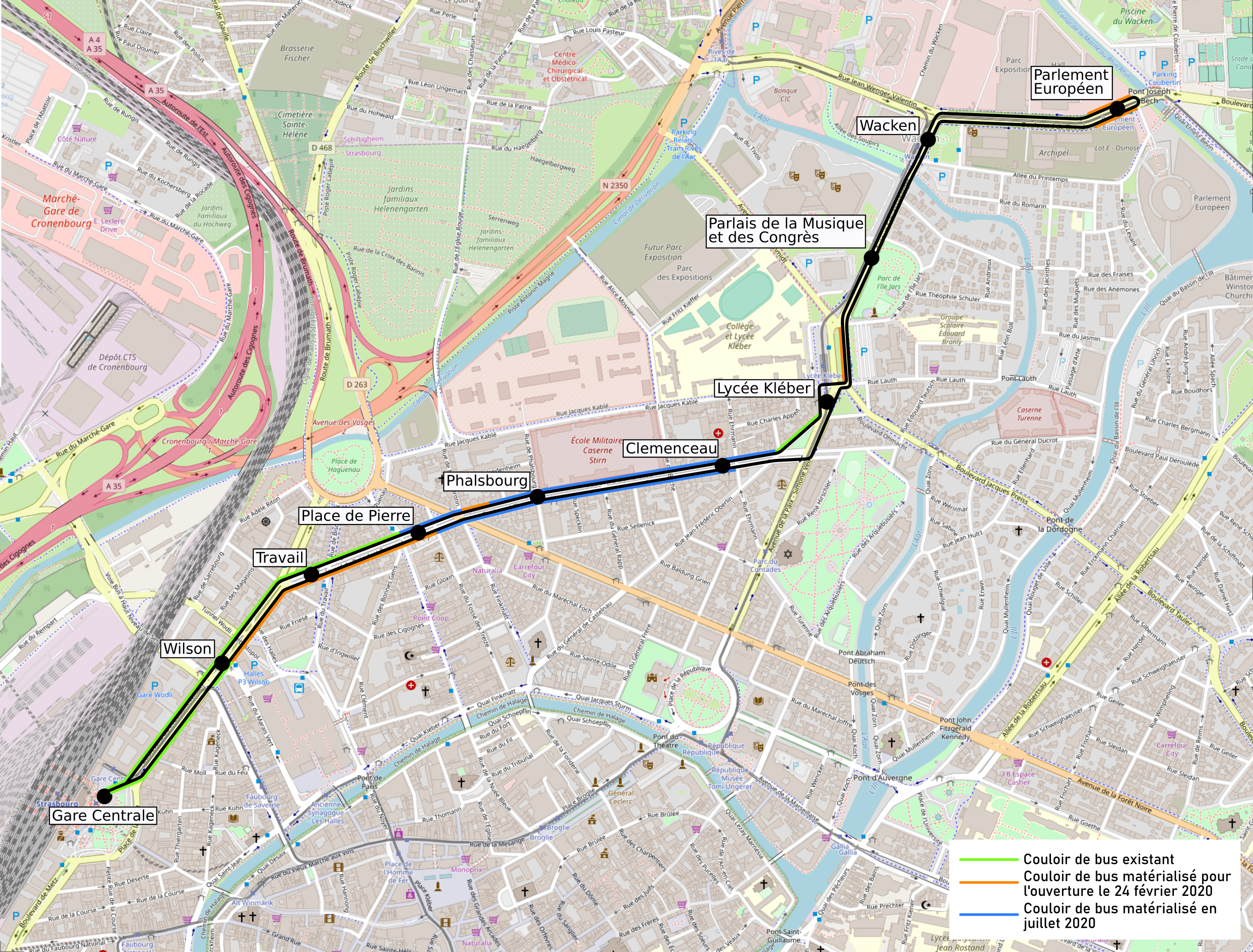
Tracé de la ligne H avec les couloirs de bus, Juillet 2020.

### Stations
|  |   |  | Stations                            | Lat/Long | Communes desservies | Correspondances            |
|  | - |  | ----------------------------------- | -------- | ------------------- | -------------------------- |
|  | ■ |  | Gare Centrale                       |          | Strasbourg          | tram A C D bus G Gare SNCF |
|  | • |  | Wilson                              |          | Strasbourg          | bus G                      |
|  | • |  | Travail                             |          | Strasbourg          |                            |
|  | • |  | Place de Pierre                     |          | Strasbourg          |                            |
|  | • |  | Phalsbourg                          |          | Strasbourg          |                            |
|  | • |  | Clemenceau                          |          | Strasbourg          |                            |
|  | • |  | Lycée Kléber                        |          | Strasbourg          | tram B E                   |
|  | • |  | Palais de la Musique et des Congrès |          | Strasbourg          |                            |
|  | • |  | Wacken                              |          | Strasbourg          | tram B E                   |
|  | ■ |  | Parlement Européen                  |          | Strasbourg          | tram E                     |

## Exploitation de la ligne
La ligne H permet de relier directement le Parlement européen à la gare centrale — via le quartier d'affaires Archipel — en 15 minutes avec une fréquence d'un bus toutes les 8 à 10 minutes en journée.
Le service débute à 4 h 30 (5 h 30 les dimanches et jours fériés) et s'achève à 0 h 30.
À partir du 13 novembre 2023 l'amplitude de la ligne est fortement réduite : le service des dimanches et jours fériés est supprimé, tout comme les services de soirée après 21 h 45.

## Extension
Lors d'une concertation publique organisée par l'Eurométropole de Strasbourg, fin 2021, il est annoncé que la ligne H de BHNS deviendra une ligne de tramway dès 2026. Son tracé final montre qu'elle ira de la Gare Centrale jusqu'au terminus actuel de la ligne E Robertsau L'Escale, en reprenant ainsi le tracé de la ligne E de République à L'Escale. Cependant, afin de désengorger la station centrale Homme de Fer, de nouvelles voies seront construites Boulevard du Président-Wilson, Place de Haguenau et Avenue des Vosges. Les travaux commenceront en 2024, pour une inauguration début 2026, comprenant aussi les extensions des lignes C vers Schiltigheim-Bischheim et E à la gare centrale.